# トラウンシュタイン (山)
トラウンシュタイン (ドイツ語: Traunstein) は、オーストリアのグムンデン最高峰の山で、トラウン湖の東岸に位置する。標高1,691メートル。ザルツカンマーグートの一部である。山頂へはロープウェイで登ることも可能。
かつては皇帝専用の狩猟場として整備、利用されていた。